# Unabhängige Theosophie in Skandinavien
Die Unabhängige Theosophie in Skandinavien begann 1989 mit dem Austritt der dänischen Sektion aus der Theosophischen Gesellschaft Adyar (Adyar-TG). Die Mitglieder gründeten daraufhin eine unabhängige Theosophische Union, die sich aber nach 2002 auflöste. 2004 riefen zehn autonome theosophische Logen das Theosophische Netzwerk ins Leben, welches seitdem hauptsächlich das theosophische Leben in Dänemark prägt.

## Geschichte

### Vorgeschichte
Um 1890 entstanden die ersten theosophischen Logen in Skandinavien. Als 1895 die siebente Loge gegründet wurde, konnte eine eigene Skandinavische Sektion der Theosophische Gesellschaft Adyar (Adyar-TG) mit Sitz im schwedischen Stockholm ins Leben gerufen werden. In den folgenden Jahrzehnten entfalteten sich in den skandinavischen Ländern eine Reihe weiterer Logen. Sobald sich in einem Land mindestens sieben Logen gebildet hatten, kam es zur Gründung einer eigenen Landessektion und damit dem Ausscheiden aus der skandinavischen Sektion. So kam es 1907 zur Gründung der finnischen Sektion, 1921 der isländischen Sektion und in dieser Zeit (das Datum ist unklar) ebenso der dänischen Sektion.
In den 1970er-Jahren begannen sich die Mitglieder in den Logen der dänischen Sektion mit den Schriften Alice Baileys zu beschäftigen. Bailey hatte sich Anfang der 1920er-Jahre nach längeren Streitigkeiten von der Adyar-TG getrennt und 1923 die konkurrierende und von Adyar abgelehnte Arkanschule gegründet. Dieses Tun der dänischen Theosophen führte zu Differenzen mit der Adyar-TG, welche die Werke Baileys im Sinne ihrer Theosophie als häretisch betrachtete und demgemäß ablehnte. Die dänische Seite empfand die Theosophie Baileys als Bereicherung und setzte die Rezeption ihrer Werke fort, Adyar hingegen verlangte die Streichung derartiger Lehren aus dem dänischen Programm. Keine Seite gab nach, nach Jahren des Hin und Her eskalierten die Zerwürfnisse, und 1989 kam es zur Trennung der gesamten dänischen Sektion von der Adyar-TG. Der Adyar-TG gelang es nicht, eine neue Gefolgschaft aufzubauen; sie ist seitdem in Dänemark nicht mehr offiziell vertreten.

### Unabhängige Zusammenschlüsse
Auf einer außerordentlichen Generalversammlung der Dänischen Theosophischen Gesellschaft am 18. August 1989 stimmten die etwa 250 anwesenden Mitglieder (von insgesamt rund 500) einstimmig für die Trennung von Adyar und die Gründung einer unabhängigen Teosofisk Forening (Theosophical Union – Theosophische Union). In diese wurden die bestehenden Logen integriert. Nach erfolgreichen Jahren des Aufbaus und dem Erreichen einer Mitgliederzahl von etwa 1000 änderte man auf einer weiteren Generalversammlung am 9. November 1997 den Namen auf Theosophical Association Scandinavia (TAS). Damit sollte bereits existierenden und zukünftigen gleichgesinnten Gruppen in Schweden und Norwegen ein Beitritt erleichtert werden. Mehrere Logen schlossen sich in den folgenden Jahren der TAS an, doch zerbrach die Organisation nach 2002 und löste sich auf. Am 7. August 2004 gründeten zehn theosophische Gruppen aus Dänemark und Norwegen in Aarhus das Teosofisk Netværk bzw. Teosofisk Nettverk (Theosophical Network – Theosophisches Netzwerk), welches bis heute besteht.
Mitglieder des Theosophischen Netzwerkes sind:
- In Dänemark:
  - Der goldene Kreis (The Golden Circle – Den Gyldne Cirkel) (auf Seeland)
  - Theosophische Vereinigung Aalborg (Theosophical Association Aalborg – Teosofisk Forening Aalborg)
  - Theosophische Vereinigung Aarhus (Theosophical Association Aarhus – Teosofisk Forening Århus)
  - Theosophische Vereinigung Frederikshavn (Theosophical Association Frederikshavn – Teosofisk Forening Frederikshavn)
  - Theosophische Vereinigung Fünen (Theosophical Association Fyn – Teosofisk Forening Fyn)
  - Theosophische Vereinigung Kopenhagen (Theosophical Association Copenhagen – Teosofisk Forening København)
  - Theosophische Vereinigung Næstved (Theosophical Association Naestved – Teosofisk Forening Næstved)
- In Norwegen:
  - Theosophische Vereinigung Stavanger (Theosophical Association Stavanger – Teosofisk Forening Stavanger)
  - Theosophische Vereinigung Telemark/Vestfold (Theosophical Association Telemark/Vestfold – Teosofisk Forening Telemark/Vestfold)
  - Theosophisches Zentrum Oslo (Theosophical Center Oslo – Teosofisk Senter Oslo)

Neben den Mitgliedern des Theosophischen Netzwerkes gibt es im skandinavischen Raum noch weitere autonome theosophische Gruppen. Eine Auswahl findet sich bei den Weblinks.

### Ausrichtung
Das Programm ist breit gestreut und umfasst alle theosophischen Richtungen. Generell hoch im Kurs stehen die Werke von Helena Blavatsky, Annie Besant, Charles W. Leadbeater und vor allem Alice Bailey, aber auch Helena Roerich und Geoffrey Hodson zählen zum Standardrepertoire. Interreligiöser Dialog ist ein Hauptanliegen, Austausch und gemeinsame Treffen mit Vertretern des Islam, Buddhismus, verschiedener christlicher Konfessionen, Unitarismus usw. finden regelmäßig statt. Ebenso bestehen Kontakte zur theosophisch inspirierten Liberalkatholischen Kirche. Einige Vertreter unabhängiger theosophischer Gruppen in Skandinavien nahmen auch am Weltparlament der Religionen 2004 in Barcelona teil. Zu mehreren Rosenkreuzerorganisationen gibt es freundschaftliche Beziehungen. Stellenwert haben auch esoterische Themen wie die Meister der Weisheit oder Astrologie.

## Logen großer Organisationen
Neben den unabhängigen Gruppen sind die großen theosophischen Organisationen mit Logen in den meisten skandinavischen Ländern vertreten. Die Adyar-TG in Finnland, Schweden und Norwegen, die Theosophische Gesellschaft Pasadena in Finnland und Schweden und die United Lodge of Theosophists in Schweden. In Dänemark hat heute keine dieser Gesellschaften eine nennenswerte Vertretung.

### Webpräsenzen der Mitglieder des Theosophischen Netzwerks
- Das Theosophische Netzwerk (englisch)

### Weitere unabhängige theosophische Gruppen
- Esoteric Center Scandinavia (englisch)
- Sophia Undervisning (dänisch)
- Teosofisk Fellowship (dänisch)